# آلان رودريغيز دي سوزا
آلان رودريغيز دي سوزا (بالبرتغالية: Allan Rodrigues de Souza) مواليد 3 مارس 1997 في بورتو أليغري، هو لاعب كرة قدم برازيلي يلعب مع نادي ليفربول كلاعب وسط.

## أندية لعب لها
- نادي إنترناسيونال
- نادي ليفربول

## المسيرة الاحترافية

### أندية لعب لها
- نادي ليفربول

## وصلات خارجية
- آلان رودريغيز دي سوزا على موقع إي إس بي إن إف سي (الإنجليزية)
- آلان رودريغيز دي سوزا على موقع قاعدة بيانات كرة القدم.إي يو (الإنجليزية)
- آلان رودريغيز دي سوزا على موقع ليكيب (الفرنسية)
- آلان رودريغيز دي سوزا على موقع Soccerbase.com (لاعب) (الإنجليزية)
- آلان رودريغيز دي سوزا على موقع Soccerway.com (الإنجليزية)
- آلان رودريغيز دي سوزا على موقع عالم كرة القدم.نت (الإنجليزية)
- آلان رودريغيز دي سوزا على موقع AS.com (الإسبانية)